# Paraf (sastav)
Paraf je punk rock i kasnije post-punk sastav iz Rijeke, Hrvatska. Važi za jedan od prvih punk sastava u Europi. Prvi koncert su održali samo mjesec dana nakon što su Sex Pistolsi izdali svoj prvi singl "Anarchy in the UK" u studenom 1976.  U riječkoj dvorani Zajednice Talijana ’Circollo’ 22. ožujka 1978. nastupili su gotovo anonimni Parafi i još nekolicina bendova. To je datum prvog ’pravog’ točnije prijavljenog i zabilježenog punk koncerta u Hrvatskoj i Jugoslaviji. Sastav je tijekom svoje karijere imao 3 različite postave. 

## Povijest sastava
Djelovali su na području Rijeke. Oni i Termiti stvorili su "Ri-rock" na kojem su frontmana "Termita" Predraga Kraljevića-Kralja proglasili prvim kraljem Ri rocka.
Parafi su održali prvi nastup na Belvederu u Rijeci 31. prosinca 1976.
Nakon okončanih zavrzlama oko izgleda omota ploče i vještog kompromisa između sastava i izdavača, te neizbježnog (i smiješnog) oporezivanja na šund, napokon se objavljuje prvijenac Parafa pod naslovom "A dan je tako lijepo počeo". Nakon objavljivanja ploče pjevač i gitarist Valter Kocijančić napušta Parafe ("...sve što sam imao za reći rekao sam na toj ploči...").
Godine 1980. izlazi kompilacija "Novi punk val" na kojoj su uvrštene pjesme Parafa ("Narodna pjesma") i nastupaju kao predgrupa engleskom sastavu The Ruts na njihovoj jugoslavenskoj turneji.
U Parafima 1981. g. dolazi do izmjene članova. Umjesto pjevača Valtera Kocijančića dolazi pjevačica Pavica Mijatović pod nadimkom Vim Cola, dok na gitaru dolazi Klaudio Žic. Ubrzo nakon dolaska Klaudio Žic napušta Parafe kojima se pridružuju gitarist Mladen Vičić i klavijaturist Raoul Varlen s kojima mijenjaju stil i priklanjaju se novovalnom glazbenom izrazu. Uskoro izlazi singl "Fini dečko/Tužne uši" koji im najavljuje album "Izleti".
80-ih godina održali su koncert u Osijeku u tadašnjem STUC-u.
Nakon raspada Termita 1984., gitarist Robert Tičić-Tica prelazi u Parafe i tijekom snimanja ploče umire zbog moždanog udara. Ubrzo ga zamjenjuje Mladen Ilić (Konjak). U prosincu izlazi i posljednji album Parafa "Zastave". "Zastave" su nastale pod utjecajem istoimene knjige Miroslava Krleže.

#### Članovi sastava (prva postava)
- Valter Kocijančić (gitara, vokal)
- Zdravko Čabrijan (bas-gitara)
- Dušan Ladavac (bubanj)

#### Članovi sastava (druga postava)
- Pavica Mijatović, Vim Cola (vokal)
- Mladen Vičić Ritchie (gitara)
- Raoul Varljen (klavijature)
- Zdrave Čabrijan (bas-gitara)
- Dušan Ladavac, Pjer (bubanj)

#### Članovi sastava (treća postava)
- Pavica Mijatović, Vim Cola (vokal)
- Mladen Ilić (gitara)
- Raoul Varljen (klavijature)
- Zdrave Čabrijan (bas-gitara)
- Dušan Ladavac, Pjer (bubanj)

## Diskografija
- 1979. Rijeka / Moj život je novi val (singl)
- 1981. Fini dečko / Tužne uši (singl)
- 1980. Novi punk val 78-80 (kompilacija)
- 1980. A dan je tako lijepo počeo
- 1981. Izleti
- 1984. Zastave